# Стас Покатилов
Стас Олександрович Покатилов (рос. Стас Александрович Покатилов, нар. 8 грудня 1992, Уральськ, Казахстан) — казахський футболіст, воротар клубу «Сабах» та національної збірної Казахстану.

## Клубна кар'єра
Стас Покатилов народився у місті Уральськ. З дитинства дідусь водив Стаса разом з його братом - близнюком Володимиром на матчі міської першості з футболу, завдяки чому Стас виявив зацікавленість до футболу. І з восьми років разом з братом почав займатися у футбольній школі місцевого клубу «Акжайик». Окрім цього Стас грав також у баскетбол та волейбол. Але згодом він остаточно обрав футбол.
У травні 2010 року Стас Покатилов дебютував в основі «Акжайика» у матчі Кубка Казахстану після того, як основний воротар команди Роман Багаутдінов отримав червону карточку. Але стати одразу основним голкіпером команди у віці 18-ти років Покатилов не зумів. У 2012 році «Акжайик» вийшов до Прем'єр - ліги і тільки у 2013 році Покатилов зумів забронювати за собою місце основного воротаря команди.
Та вже у липні 2013 року Покатилов офіційно став гравцем «Шахтаря» з Караганди, де отримав перший номер. У листопаді того року Покатилов був названий кращим молодим гравцем сезону у чемпіонаті Казахстану.
Ще два сезони воротар провів у клубі «Актобе», разом з яким він дебютував у кваліфікації до Ліги Європи.
Взимку 2016 року Покатилов перейшов до складу російського «Ростова». Та до кінця сезону Стас так і не зіграв у команді жодного матчу. Хоча при цьому отримав титул віце - чемпіона Росії. У липні 2016 року воротар відправився в оренду у Казахстан - у клуб «Кайрат». Після завершення оренди у грудні 2016 «Кайрат» викупив у «Ростова» контракт воротаря. У листопаді 2019 року Покатилов продовжив дію контракту з клубом ще на три роки.

## Збірна
У 2013 році Покатилов брав участь у відборі до молодіжного Євро 2015 у складі молодіжної збірної Казахстану. З 2015 року Покатилов є гравцем національної збірної Казахстану.

## Досягнення
Шахтар (Караганда)
 Переможець Кубка Казахстану: 2013
Кайрат
 Чемпіон Казахстану: 2020
 Переможець Кубка Казахстану (3): 2017, 2018, 2021
 Переможець Суперкубка Казахстану: 2017
Тобол
 Переможець Суперкубка Казахстану: 2024
Сабах
 Переможець Кубка Азербайджану: 2024-25
Особисті
- Найкращий молодий гравець сезону чемпіонату Казахстану: 2013
- Найкращий воротар казахстанської Прем'єр - ліги: 2015